# Comuna Makole
Makole (Občina Makole) este o comună din Slovenia, cu o populație de 2.109 locuitori (30.06.2007).

## Localități
Dežno pri Makolah, Jelovec pri Makolah, Ložnica, Makole, Mostečno, Pečke, Savinsko, Stari Grad, Stopno, Stranske Makole, Strug, Štatenberg, Varoš